# Klimczok
Klimczok dříve také Klimczak (1117 m n. m.) je horský vrchol, který se nachází v jihovýchodní části Pásma Baraniej Góry (Beraní hory) v Slezských Beskydech. Přes vrchol prochází administrativní hranice Bílsko-Bělé a také procházela historická hranice mezi Slezskem a Malopolskem. Vrchol Klimczok je nejvyšším bodem Bílsko-Bělé.

## Popis
Nachází se na hřebeni, který se táhne od jihozápadu z Trzech Kopców. Klimczok představuje svorník z něhož vybíhá na sever hřbet, který pozvolna klesá k vrcholu Szyndzielnia (1028 m n. m.) a druhý východní hřbet směřuje k vrcholu Magura (1109 m n. m.). Klimczok má zaoblený tvar vrcholu. Hřebeny, které z něho vybíhají jsou dosti široké, ale jejich svahy klesající do údolí Bělé (na severovýchodě), Biłe (na jihu) a Barbary (na západě) jsou strmé a porostlé bukovo-smrkovými lesy. Na severovýchodních svazích se nacházejí prameny zdrojnice řeky Bělá. Na vrcholu hory se nachází ocelový stožár s telekomunikačními anténami. Na vrcholu stála do sedmdesátých let dřevěná triangulační věž, ze které byl výhled na část Západních Karpat od Lysé Hory na západě až po Tatry na jihovýchodě. V současné době kvůli zalesnění je možný výhled průsekem v jihovýchodním směru na hřbety Beskidu Żywieckého a za nimi se tyčí vrcholy Tater.
Na Klimczoku se vyskytuje oměj tuhý moravský, jedna ze vzácných druhů rostlin rostoucích v Polsku.

## Podnebí
Na Klimczoku je střední roční teplota 5–6 °C. Sněhová pokrývka dosahuje cca 220 cm a drží se kolem 125 dní v roce od začátku listopadu až do začátku dubna. Největší vrstva sněhu byla naměřena 14. března 1993, kdy dosáhla 305 cm. Roční dešťové srážky činí do 1300 mm. Slunečných dnů je 79 v roce.

## Název
Ještě na začátku 19. století byla hora nazývána Goryczną Skałką nebo prostě Skałką. Na západních svazích, těsně pod vrcholem, se táhne systém skalních příkopů a štěrbin, ve kterých se nachází několik malých jeskyní. Největší z nich, která má délku 26 m, měla být podle místní tradice úkrytem známého Żywiecko–slezského zbojníka Klimczoka. V období romantismu pak podle jeho jména dostala hora název Klimczok.

## Turistika
V sedle mezi Klimczokem a Magurou (Siodło pod Klimczokiem) se nachází významná křižovatka pěších turistických tras do Szczyrku, Bystre, Brenné, do sedla Salmopolska, sedla Karkoszczonka, k vrcholům Szyndzielné a Błatné. Na úbočí Magury se nachází turistická chata PTTK Schronisko PTTK na Klimczoku (dříve Klementynówką), která byla postavena na začátku 19. století. V chatě má sídlo horská služba (GOPR).
Na vrchol Klimczok lze vystoupit:
- ze sedla Siodło pod Klimczokiem po  černé turistické značce
- od turistické chaty Schronisko PTTK na Szyndzielni po  žluté turistické značce
- od turistické chaty Schronisko PTTK na Błątnie po  žluté turistické značce

Ze sedla Siodło pod Klimczokiem v průseku k vrcholu (východní svah) je 430 m dlouhý lyžařský vlek.